# Gemzse
Gemzse là một thị trấn thuộc hạt Szabolcs-Szatmár-Bereg, Hungary. Thị trấn này có diện tích 13,6 km², dân số năm 2010 là 821 người, mật độ 60 người/km².